# Сарнатх
Сарнатх — пригород Варанаси (Бенареса), расположен в 10 км к северу от центра города, в индийском штате Уттар-Прадеш. Известен как место, где Будда Шакьямуни осуществил «поворот Колеса учения» — прочёл первую проповедь пяти первым последователям, в которой разъяснил учение о «четырёх благородных истинах».

## История
Во времена Будды эта местность называлась Ришипаттана (Иссипаттана) и представляла собой густой лес, в тени которого занимались духовными практиками риши из Бенареса. Другое название, Мригадайя (Олений заповедник), связано с тем, что раджа Варанаси объявил эту местность заповедником для оленей (Олений парк в Сарнатхе существует и в настоящее время; по преданию, два лесных оленя были и среди первых слушателей Дхармачакра-правартана-сутры). Современное название происходит из имени бодхисаттвы Саранганатха.
Когда император Ашока принял буддизм в III в. до н. э., под его патронажем на месте проповеди Будды был выстроен грандиозный храмовый и монастырский комплекс. Здесь же была сооружена знаменитая стела Ашоки, изображение капители которой с четырьмя львами принято в качестве официального герба Республики Индия.
На протяжении более 1000 лет Сарнатх был религиозным центром буддистов, привлекающим многочисленных паломников. Китайские путешественники Фасянь и Сюаньцзан оставили описания Сарнатха в пору его расцвета. Согласно их записям, в монастыре проживало около 1500 монахов; здесь стояла ступа высотой около 100 м.
В конце XII века Варанаси и Сарнатх подверглись мусульманскому вторжению. В ходе рейда Кутбуддина Айбека в 1194 году монастырь был разрушен, и буддийские службы прекратились.
Возрождение Сарнатха как святого для буддистов места началось в конце XIX веке благодаря деятельности Общества Махабодхи. Ныне Сарнатх восстановил своё значение центра паломничества и религиозной жизни для буддистов со всего мира. Здесь выстроены храмы и монастыри многих национальных буддийских церквей — шри-ланкийской, бирманской, тибетской, японской, тайской и т. д. В Сарнатхе расположен Центральный университет тибетологических исследований — единственный вуз в Индии с преподаванием на тибетском языке, в котором обучаются представители тибетской диаспоры, гималайских народов, отдельные студенты из Монголии, России и других стран.

## Достопримечательности

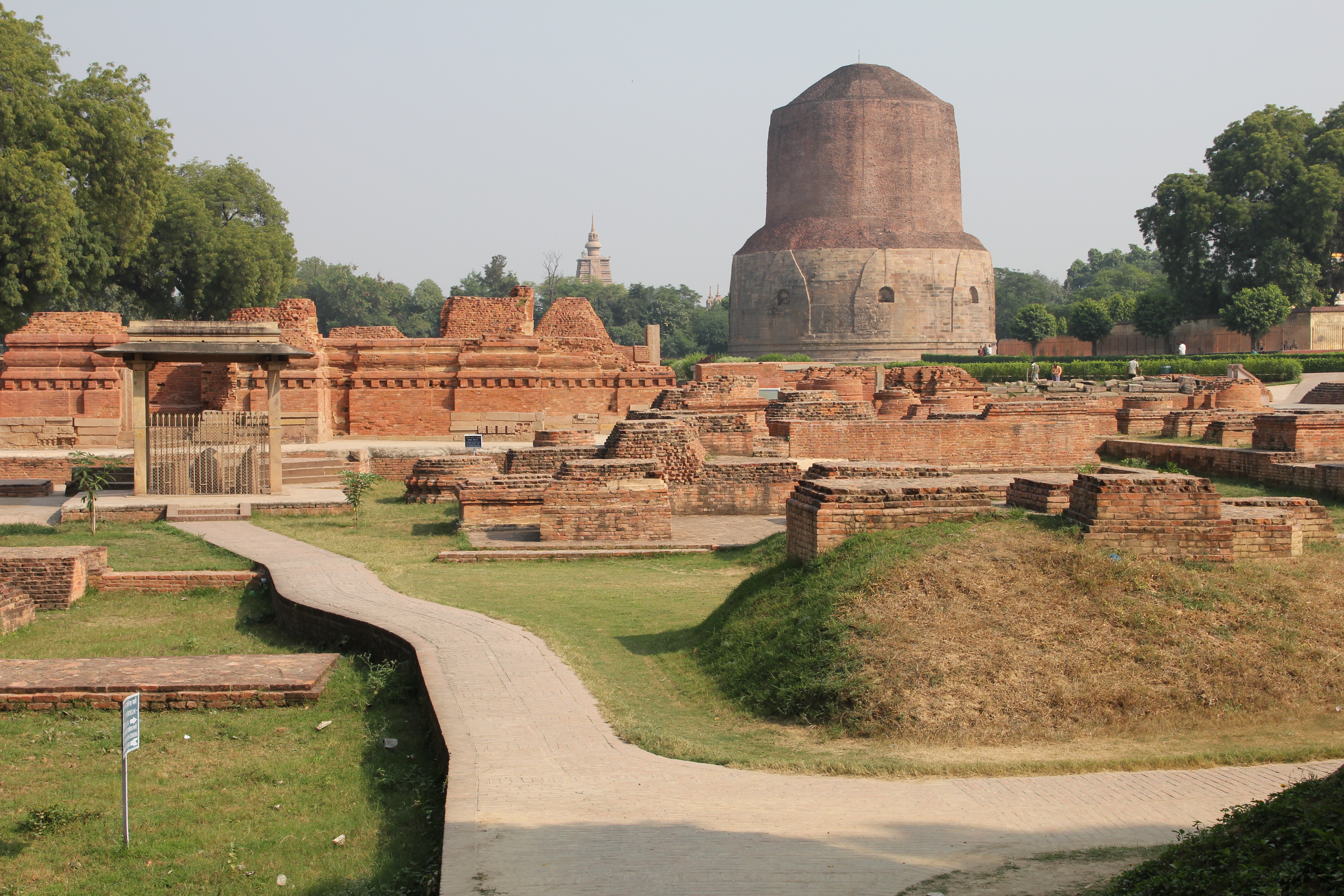
Ступа Дхамек VI века — главный памятник древности в Сарнатхе

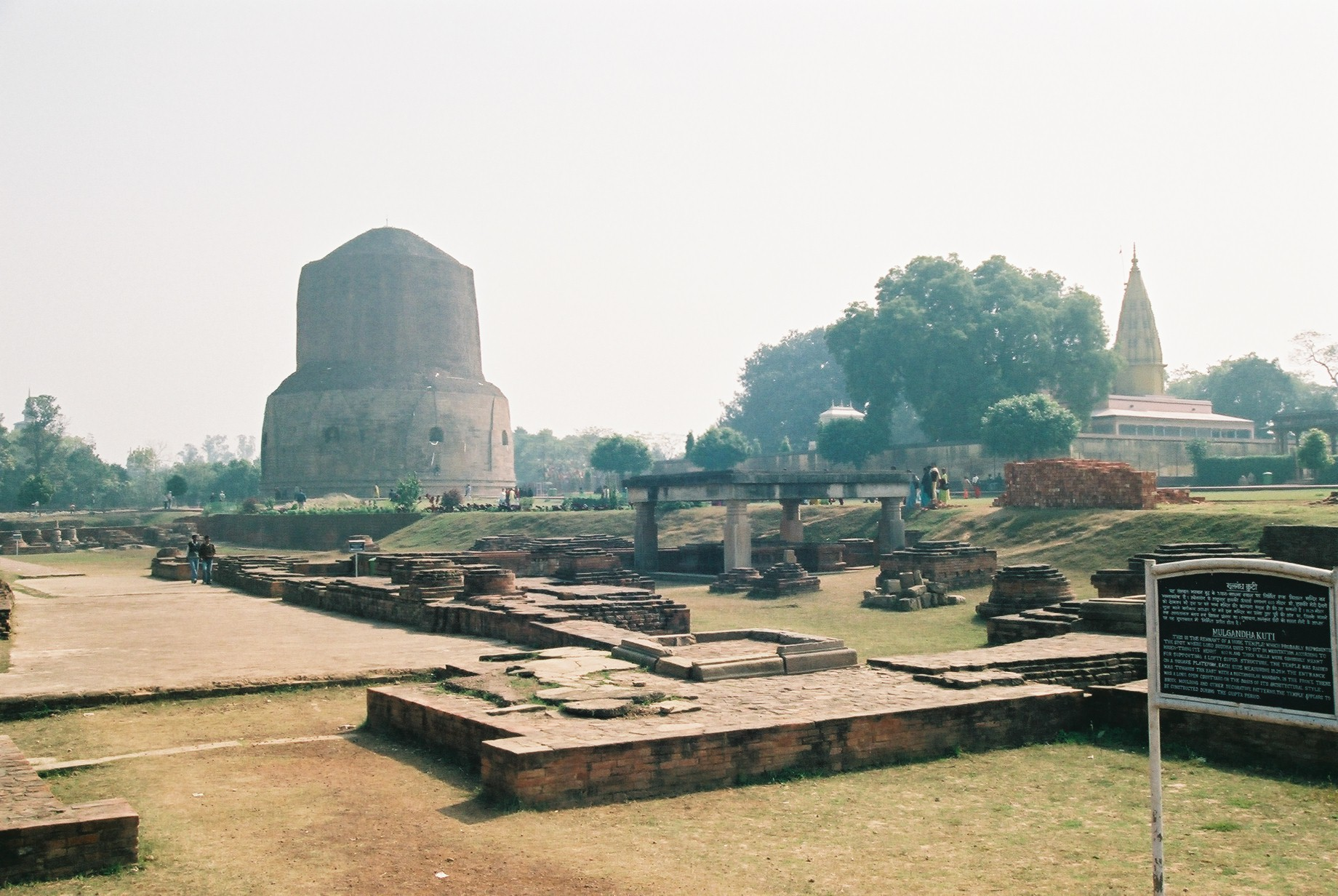
Развалины Сарнатха

Большинство древних сооружений Сарнатха были разрушены и дошли до нашего времени лишь в виде руин. В XIX веке англичане под руководством А. Каннингема занялись активными раскопками в Сарнатхе; им удалось обнаружить и идентифицировать остатки значительного числа строений, описанных в древних источниках.

### Ступа Дхамек
Представляет собой цилиндрическую башню высотой 33 м. Построена, предположительно, около 500 г. н. э. на месте более ранних строений; в ходе археологических раскопок была обнаружена древняя кирпичная кладка. Ступа украшена изящными геометрическими и растительными орнаментами, типичными для эпохи Гуптов.

### Ступа Дхармараджика
Была возведена Ашокой на месте, где Будда дал первую проповедь. Она была частично разрушена в XVIII веке одним из служащих махараджи Бенареса, чтобы добыть стройматериалы для строительства рынка. Во время раскопок Каннингем обнаружил внутри ступы мраморную урну, в которой хранились, вероятно, останки Будды. 15-метровая стела Ашоки располагалась непосредственно за ступой.

### Мульгандхакути Вихара
Прежний храм — вихара был возведен на том месте, где Будда медитировал в сезоны дождей. В ходе раскопок здесь были обнаружены статуя бодхисаттвы, датируемая I в. н. э., и каменная доска с высеченным названием храма.
В 1922 год был возведен новый храм, в который помещены реликвии Будды из Таксилы на территории нынешнего Пакистана. Интерьер вихары украшен росписями о жизни Будды, выполненными японским живописцем в 1932—1935 годы Храм символизирует возвращение буддизма в Индию.

### Археологический музей
В музее сохраняются бесценные находки, сделанные во время многолетних раскопок в Сарнатхе — скульптуры, надписи, выполненные на камне, керамика.

## Туризм
Сарнатх является важным местом паломничества для буддистов из многих стран, поэтому обладает достаточно хорошо развитой туристической инфраструктурой.

### Гостиницы
В Сарнатхе и его окрестностях расположено множество гостиниц разных уровней и ценовых категорий. При буддийских монастырях существуют недорогие постоялые дворы, гостиница имеется и при тибетском университете (ЦУТИ). Высокий сезон приходится на конец декабря — начало января, когда активизируются перемещения буддистов, связанные с ежегодными учениями Далай-ламы в Бодхгае.

### Торговля и общественное питание
Имеется широкий выбор ресторанов и кафе, предлагающих индийскую, европейскую и китайскую кухню. Также в Сарнатхе есть несколько тибетских кафе. В магазинах и уличной торговле широко представлены предметы буддийского культа, благовония, шелковые изделия, тибетские шали из шерсти яка и т. д.

### Транспорт
Местный транспорт представлен в основном такси, мото- и велорикшами. Маршрутное автобусное сообщение мало развито. Местные туристические агентства предлагают как индивидуальные туры по большому кругу буддийского паломничества (Варанаси/Сарнатх — Кушинагар — Лумбини — Гридакута — Наланда — Бодхгая) на арендованном автотранспорте, так и поездки в эти города на рейсовых автобусах.